# Arab Potash
The Arab Potash Company (APC) este o societate care este implicată în principal în extracția de minerale din Marea Moartă. Este al optulea cel mai mare producător de potasă la nivel mondial ca volum de producție și singurul producător arab de potasă. Compania a fost înființată în 1956 în Regatul Hașemit al Iordaniei ca o întreprindere pan-arabă și are o concesiune de 100 de ani (1958-2058) de la guvernul Iordaniei care îi acordă drepturi exclusive de extracție, fabricare și comercializare a mineralelor din Marea Moartă. Are sediul central în Amman și are principalele sale fabrici la Ghor Al Safi. Acțiunile companiei sunt listate la Amman Stock Exchange.